# Патриофелис
Патриофелис (лат. Patriofelis, буквально: отец-кот) — вымершее крупное млекопитающее отряда креодонтов, внешне напоминавший представителя кошачьих.
Обитал в среднем эоцене, около 45 млн лет назад, в Северной Америке. Останки обнаружены, в частности, на территории Национального памятника ископаемых отложений имени Джона Дэя в американском штате Орегон.
Длина тела составляла около 1,2—1,8 метра без учёта крупного хвоста, то есть приближалась к размерам современной пумы. Имел короткие ноги с широкими ступнями, что свидетельствовало, вероятно, о плохой способности к бегу, но хорошей — к плаванию. Как и его близкие родственники, оксиены, вероятно, обладал достаточно хорошей способностью карабкаться по деревьям (Robbins, 2006).

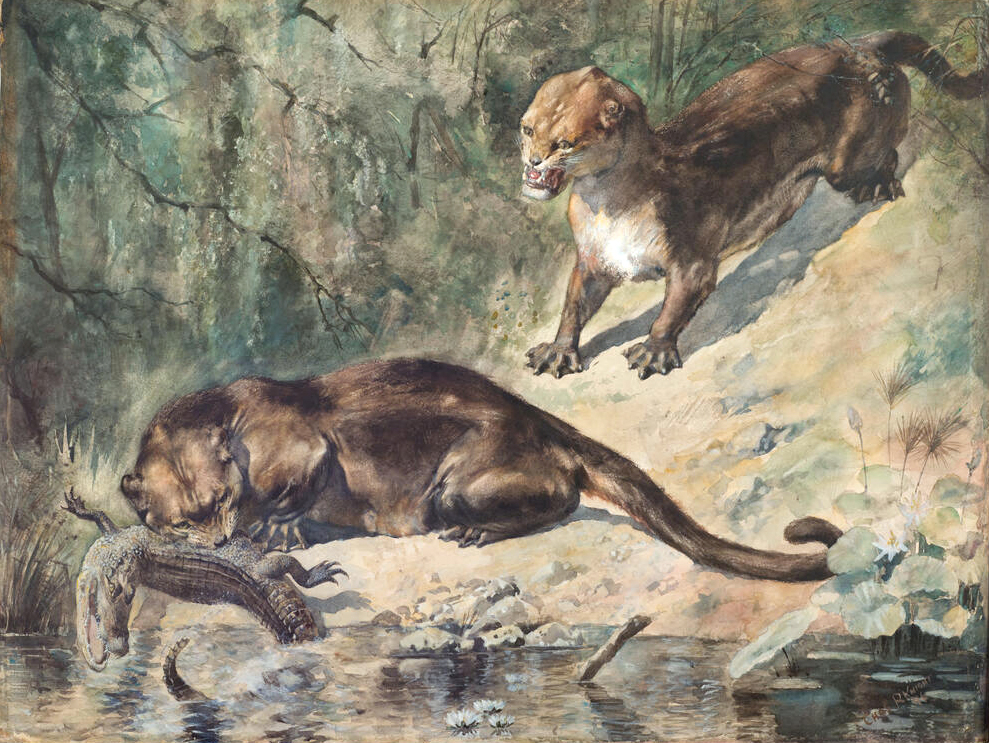
Рконструкция Чарльза Найта
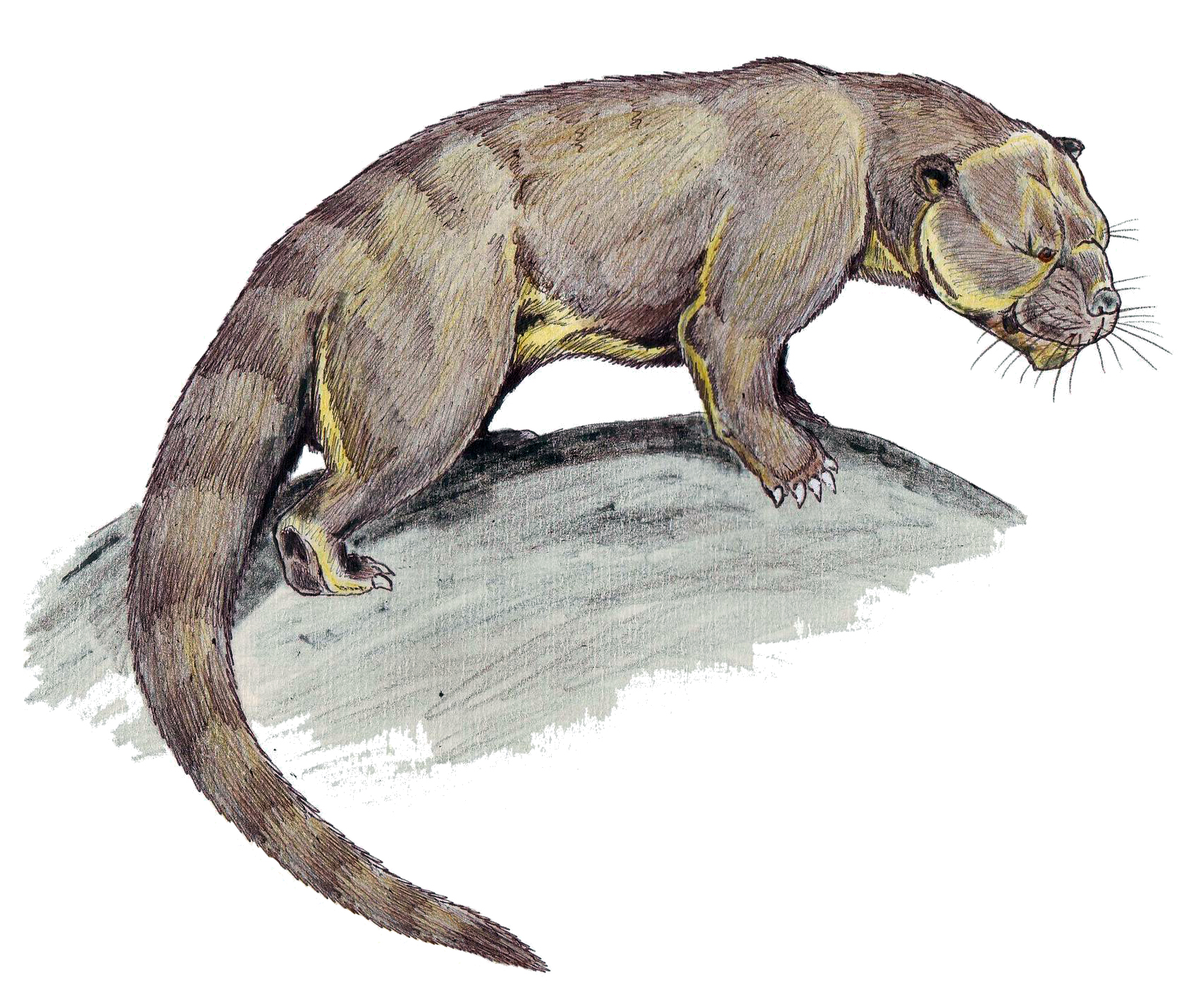
Patriofelis ferox
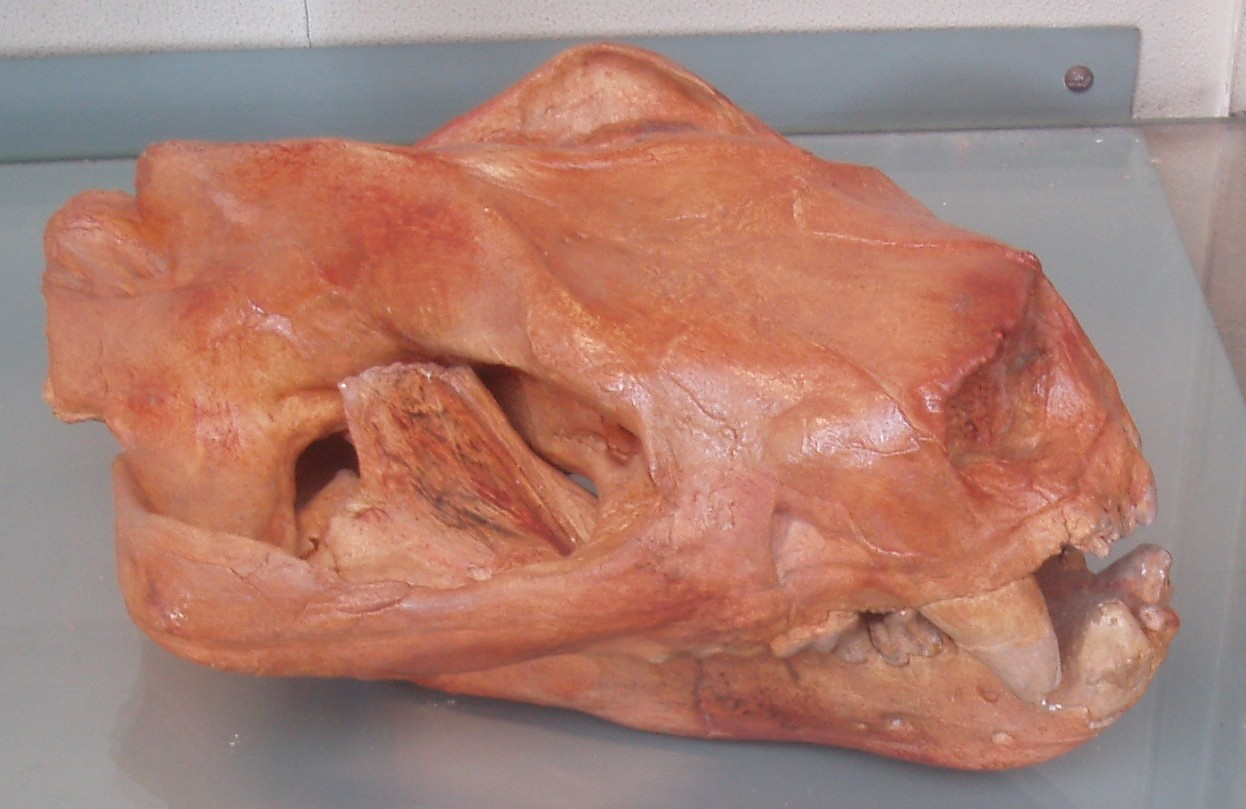
Череп Patriofelis ulta